# Campeonato Mundial de Esgrima de 1993
El LVI Campeonato Mundial de Esgrima se celebró en Essen (Alemania) entre el 1 y el 11 de julio de 1993 bajo la organización de la Federación Internacional de Esgrima (FIE) y la Unión Alemana de Esgrima.

## Medallistas

### Masculino
| Evento              | Oro                                                                                           | Plata                                                                                             | Bronce                                                                                                |
| ------------------- | --------------------------------------------------------------------------------------------- | ------------------------------------------------------------------------------------------------- | --- |
| Florete individual  | Alexander Koch · Alemania                                                                     | Serhi Holubytsky · Ucrania                                                                        | Philippe Omnès · Francia · Uwe Römer · Alemania                                                       |
| Florete por equipos | Ingo Weißenborn · Alexander Koch · Thorsten Weidner · Udo Wagner · Uwe Römer · Alemania       | Alessandro Puccini · Stefano Cerioni · Luca Vitalesta · Andrea Borella · Francesco Rossi · Italia | Ryszard Sobczak · Adam Krzesiński · Piotr Kiełpikowski · Leszek Bandach · Marian Sypniewski · Polonia |
| Espada individual   | Pavel Kolobkov Rusia                                                                          | Arnd Schmitt · Alemania                                                                           | Iván Kovács · Hungría · Fernando de la Peña · España                                                  |
| Espada por equipos  | Paolo Milanoli · Stefano Pantano · Angelo Mazzoni · Maurizio Randazzo · Sandro Cuomo · Italia | Éric Srecki Rémy Delhomme Jean-Michel Henry Robert Leroux Francia                                 | Patrick Draenert · Arnd Schmitt · Elmar Borrmann · Mariusz Strzałka · Alemania                        |
| Sable individual    | Grigori Kiriyenko Rusia                                                                       | Bence Szabó · Hungría                                                                             | Antonio Terenzi · Italia · Steffen Wiesinger · Alemania                                               |
| Sable por equipos   | Bence Szabó · József Navarrete · György Boros · Csaba Köves · Péter Abay · Hungría            | Raffaello Caserta · Giovanni Sirovich · Giovanni Scalzo · Marco Marin · Antonio Terenzi · Italia  | Felix Becker · Steffen Wiesinger · Frank Bleckmann · Ulrich Eifler · Jacek Huchwajda · Alemania       |

### Femenino
| Evento              | Oro                                                                                                | Plata                                                                                           | Bronce                                                                                 |
| ------------------- | -------------------------------------------------------------------------------------------------- | ----------------------------------------------------------------------------------------------- | -------------------------------------------------------------------------------------- |
| Florete individual  | Francesca Bortolozzi · Italia                                                                      | Aida Mohamed · Hungría                                                                          | Simone Bauer · Alemania · Zita-Eva Funkenhauser · Alemania                             |
| Florete por equipos | Zita-Eva Funkenhauser · Anja Fichtel-Mauritz · Sabine Bau · Simone Bauer · Monika Weber · Alemania | Claudia Grigorescu · Mioara David · Laura Badea · Elisabeta Tufan · Rumania                     | Diana Bianchedi · Francesca Bortolozzi · Giovanna Trillini · Dorina Vaccaroni · Italia |
| Espada individual   | Oksana Jermakova Estonia                                                                           | Laura Chiesa · Italia                                                                           | Helena Elinder · Suecia · Sophie Moressée · Francia                                    |
| Espada por equipos  | Gyöngyi Szalay · Marina Várkonyi · Tímea Nagy · Hajnalka Király · Mariann Horváth · Hungría        | Katja Nass · Eva-Maria Ittner · Claudia Bokel · Hedwig Funkenhauser · Imke Duplitzer · Alemania | Ala Myroniuk · Viktoriya Titova · Liliya Ivashko · Ucrania                             |

## Medallero
| Núm. | País     | Oro | Plata | Bronce | Total |
| ---- | -------- | --- | ----- | ------ | ----- |
| 1    | Alemania | 3   | 2     | 6      | 11    |
| 2    | Italia   | 2   | 3     | 2      | 7     |
| 3    | Hungría  | 2   | 2     | 1      | 5     |
| 4    | Rusia    | 2   | 0     | 0      | 2     |
| 5    | Estonia  | 1   | 0     | 0      | 1     |
| 6    | Francia  | 0   | 1     | 2      | 3     |
| 7    | Ucrania  | 0   | 1     | 1      | 2     |
| 8    | Rumania  | 0   | 1     | 0      | 1     |
| 9    | España   | 0   | 0     | 1      | 1     |
| 9    | Polonia  | 0   | 0     | 1      | 1     |
| 9    | Suecia   | 0   | 0     | 1      | 1     |
|      | TOTAL    | 10  | 10    | 15     | 35    |